# Liuixalus
Liuixalus là một chi động vật lưỡng cư trong họ Rhacophoridae, thuộc bộ Anura.

## Các loài
Chi này có 6 loài:
- Liuixalus calcarius Milto, Poyarkov, Orlov, and Nguyen, 2013
- Liuixalus feii Yang, Rao, and Wang, 2015
- Liuixalus hainanus (Liu and Wu, 2004)
- Liuixalus ocellatus (Liu and Hu, 1973)
- Liuixalus romeri (Smith, 1953)
- Liuixalus shiwandashan Li, Mo, Jiang, Xie, and Jiang, 2015

Ba loài trong số này có khu vực sinh sống là miền nam Trung Quốc (Hồng Kông, Hải Nam, Quảng Đông, Quảng Tây). Loài L. calcarius đặt tên năm 2013 chỉ có ở miền bắc Việt Nam (Cát Bà). Trước đây, loài điển hình của chi này là Liuixalus romeri được đặt trong chi Philautus.